# Aristida uruguayensis
Aristida uruguayensis är en gräsart som beskrevs av Johannes Jan Theodoor Henrard. Aristida uruguayensis ingår i släktet Aristida och familjen gräs. Inga underarter finns listade i Catalogue of Life.